# Stiftsbibliothek Kremsmünster

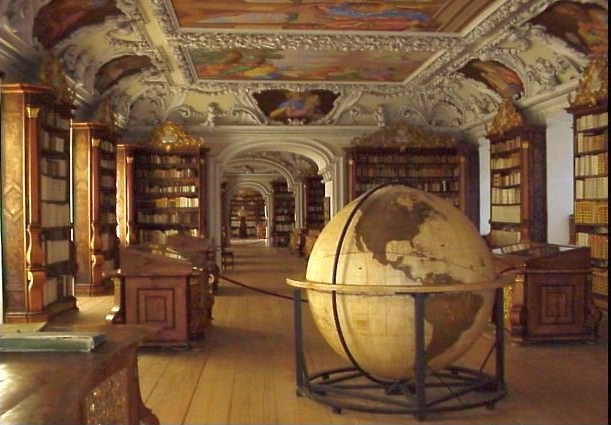
Die Stiftsbibliothek Kremsmünster

Die Stiftsbibliothek Kremsmünster ist eine dem Stift Kremsmünster angehörige Privatbibliothek im Oberösterreichischen Zentralraum. Sie gilt als eine der größten und ältesten Stiftsbibliotheken Österreichs.

## Geschichte
Carlo Antonio Carlone, der sich im Stift Kremsmünster nicht nur in der Bibliothek verewigt hat, begann mit ihrer Bildung um 1680, demgemäß ist auch die Architektur barock geprägt. Sie gehört mit einer Länge von 65 Metern zu den größten Stiftsbibliotheken in Österreich. Die Decke der Bibliothek wurde mit Porträts bedeutender Vertreter von Historie, Wissenschaft und Literatur beschenkt, die allesamt Melchior Steidl ausführte.

## Räumlichkeiten
Sie gliedert sich räumlich in das in den 1960er Jahren errichtete Magazin, das vor allem Bücher des 20. Jahrhunderts beherbergt, und den alten, für die Besucher zugängigen Teil, der sich auf einer Länge von 65 Metern in vier hintereinandergereihte Räume aufteilt: den Saal der Griechen (SG), den Saal der Lateiner (SL), die schmale „Kleine Abteilung“ (KA) und den Saal der Benediktiner (SB). Die Bezeichnungen der Räume richtet sich nach den Porträts in den Hohlkehlen der Räume, so sind z. B. im Saal der Griechen Porträts von Platon, Aristoteles etc. zu finden.
Die Fresken im Griechensaal, dem ältesten Saal, stellen die Gesetzgebung des Mose, den Turmbau zu Babel und die Anfertigung der Septuaginta dar. Im Saal der Lateiner und in der Kleinen Abteilung kann man die Bitte von König Salomon um die Interpretation der göttlichen Weisheit und das Zusammentreffen mit der Königin von Saba sehen. Der Benediktinersaal bietet schließlich die Fresken über die Predigt des hl. Paulus am Areopag und den 12-jährigen Jesus im Tempel.

## Codex Millenarius

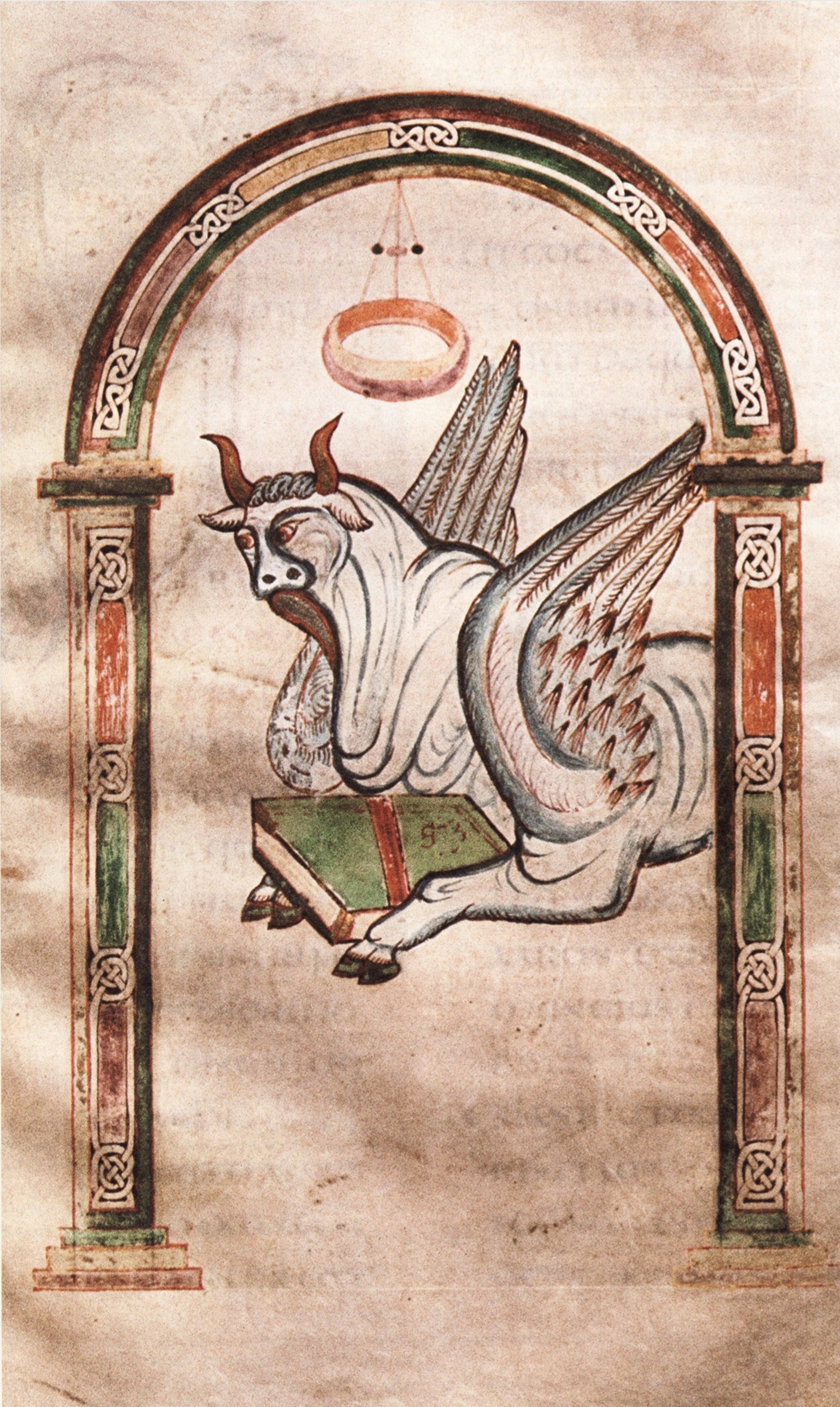
Der Evangelist Lukas als geflügelter Stier

Der Codex Millenarius, der alle vier Evangelien in lateinischer Übersetzung enthält, gehört zu jenen drei kostbaren Heiligtümern des Stiftes Kremsmünster, die von überragendem sakralen und kulturhistorischen Wert sind. Neben dem Tassilokelch und den Tassiloleuchtern ist auch der Codex Millenarius heute noch in feierlicher Verwendung.
Sein unschätzbarer Wert bestimmt sich durch sein hohes Alter, durch die Schönheit seiner Schrift und durch seinen hervorragenden Buchschmuck. Zudem ist mit seinem Text der einzige, gut erhaltene Zeuge einer verschwundenen bayrisch-österreichischen Form der Vulgata erhalten. Der Codex Millenarius ist um 800 im Skriptorium des Klosters Mondsee, dem Mutterkloster von Kremsmünster, oder vielleicht in Kremsmünster selbst entstanden. Seit seiner Entstehung dürfte er in Kremsmünster gewesen sein.
Der Buchschmuck aus der karolingischen Zeit besteht aus insgesamt acht Vollbildern mit der Darstellung der vier Evangelisten und ihrer Symbole, aus den dazugehörigen vier Prunkinitialen am Beginn der Evangelientexte und aus geringen Resten der Kanonestafeln. Zusammen mit dem bildlichen Schmuck macht eine feierliche karolingische Schrift (Unziale) den heiligen Text zu einem einzigartigen Gesamtkunstwerk.

## Bibliotheksbestand
Die Bibliothek beherbergt einen Bücherbestand von circa 200.000 Büchern.

## Bedeutende Schriften
- Erster Band der berühmten Aich-Bibel (frühes 14. Jh.)
- Psalter von 1465 mit der ältesten Ansicht der mittelalterlichen, vorbarocken Stiftskirche
- Armenbibel aus den Jahren 1360/70, entstanden in Salzburg